# Sinagoga de Zagreb
A Sinagoga de Zagreb (em croata: : Zagrebačka sinagoga) foi o principal local de culto da comunidade judaica de Zagreb na actual Croácia. Foi construída em 1867 no Reino da Croácia-Eslavónia, parte do Império Austríaco, e foi usada ser demolida pelos pelas autoridades fascistas, do Estado Independente da Croácia, aliado das Potências do Eixo, em 1941.
A sinagoga de estilo neoislâmico, foi desenhada com base no Templo Leopoldstädter de Viena, e estava localizada na moderna Rua Praška. Foi a única casa de culto judaica especificamente construída para esse fim, na história da cidade. Foi um dos edifícios públicos mais proeminentes da cidade, bem como um dos mais estimados exemplos de arquitectura de sinagoga na região.
Desde a década de 1980, foram feitos planos para reconstruir a sinagoga no local original. Devido a várias questões políticas, foram feitos poucos progressos. Existem desentendimentos significativos entre o governo e as organizações judaicas em relação ao nível de participação e decisão deste último face às opções de reconstrução do novo edifício.